# Vera Faddeeva
Pour les articles homonymes, voir Fadeïev.
Vera Nikolaevna Faddeeva (russe : Вера Николаевна Фаддеева; 1906-1983) est une mathématicienne soviétique. Elle a publié certains des premiers travaux dans le domaine de l'algèbre linéaire numérique. Son travail de 1950, Computational methods of linear algebra, a été largement acclamé et lui a valu le prix d'État de l'URSS. Entre 1962 et 1975, elle écrit de nombreux articles de recherche avec son mari, Dmitry Konstantinovich Faddeev.

## Biographie
Vera Nikolaevna Zamyatina (russe : Вера Николаевна Замятина) naît le 20 septembre 1906 à Tambov, en Russie. Elle est la fille de Nikolai Zamyatin. Elle commence ses études supérieures en 1927 à l'Institut pédagogique d'État de Leningrad mais est transférée en 1928 à l'Université d'État de Leningrad. Elle obtient son diplôme en 1930, puis épouse Dmitrii Konstantinovich Faddeev, un collègue mathématicien et commence à travailler au Conseil des poids et mesures de Leningrad, la même année. Entre 1930 et 1934, elle travaille à l'Institut de génie hydraulique de Leningrad et, simultanément, entre 1933 et 1934, chercheuse junior à l'Institut de sismologie de l'Académie des sciences d'URSS. À partir de 1935, elle mène des recherches sous la direction de Boris Grigorievich Galerkin à l'Institut des Constructions de Leningrad pendant trois ans. En 1938, elle retourne à l'Institut pédagogique pour terminer ses études supérieures.
En 1942, Faddeeva est nommée chercheuse junior à l'Institut Steklov de mathématiques de Leningrad, mais doit fuir la ville pendant l'invasion allemande. Elle vit à Kazan avec sa famille jusqu'à la fin du siège en 1944 et réussit à obtenir un permis de retour pour universitaire. En 1946, elle soutient sa thèse intitulée On One Problem au Département de physique mathématiques de l'Université d'État de Leningrad et obtient l'équivalent d'un doctorat.
En 1949, elle publie deux articles : The method of lines applied to some boundary problems and On fundamental functions of the operator X{IV}. L'année suivante, elle publie Computational methods of linear algebra, l'un des premiers travaux contenant une description de l'algèbre linéaire, des méthodes de résolution de systèmes linéaires et d'inversions de matrices, et une explication de calcul de racines carrées, de valeurs propres et vecteurs propres de matrices, et co-signe avec Mark Konstantinovich Gavurin une séries de tables de fonctions de Bessel,,.
Faddeeva travaille à l'Institut Steklov jusqu'à sa retraite en 1951 en tant que chef du Laboratoire de Calculs Numériques. Ce laboratoire était basé sur une unité modèle mise en place à l'Université d'État de Léningrad par Gavurin avec Leonid Vitalyevich Kantorovich en 1948. Computational methods of linear algebra est traduit en anglais en 1959 et aura une grande influence dans le domaine,. En 1960, le livre est révisé et réimprimé en russe, Anna Faddeeva reçoit le Prix d'État d'URSS. Entre 1962 et 1974, elle travaille avec son mari à compiler un résumé des développements en cours en algèbre linéaire qui sera publié en 1975. Le dernier article de Faddeeva, préparé en 1980 pour une conférence à Varsovie, est intitulé Méthodes numériques d'algèbre linéaire en formulation informatique et publié à titre posthume en 1984.

## Vie privée
Vera Nikolaevna Zamyatina épouse Dmitry Konstantinovich Faddeev en 1930. Ils ont trois enfants : Maria (née le 6 octobre 1931), chimiste, Ludvig (10 mars 1934 - 26 février 2017), mathématicien et physicien théoricien, et Michael (28 juin 1937-30 septembre 1992), mathématicien.
Vera Faddeeva décède le 15 avril 1983 à Leningrad, en Russie.

## Exemples de Publications
- Vera Nikolaevna Faddeeva et Curtis D. Benster, Computational methods of linear algebra, Mineola, New York, Dover Publications, 1959 (lire en ligne)
- V. N. Faddeeva, Numerical Methods and Inequalities in Function Spaces, Providence, Rhode Island, American Mathematical Society, 1968 (lire en ligne)  (original russe publié en 1965)
- V. N. Faddeeva, Automatic Programming, Numerical Methods and Functional Analysis, Providence, Rhode Island, American Mathematical Society, 1970, 323 p. (ISBN 978-0-8218-1896-1, lire en ligne)
- Vera Nikolaevna Faddeeva et Matematicheskiĭ institut im. V.A. Steklova, Automatic programming and numerical methods of analysis, New York, New York, Consultants Bureau, 1972 (lire en ligne)

### Note
1. ↑  Ladyzhenskaya states that the book was the "first of its kind in this field", but Brezinski & Tournès state she presented the square root method in her book but “attributed it to Banachievwicz”. It is clear that hers was not the first work in the field, but it is unclear if she was the first to publish the information.[4],[5]